# Vasili Panciuc
Vasili Panciuc (russisch Василий Тарасович Панчук/Wassili Tarassowitsch Pantschuk; * 14. September 1949 in Sadki, Oblast Winniza, Ukrainische SSR) ist ein moldauischer Politiker (PKRM) und war von 2001 bis 2015 Bürgermeister der Stadt Bălți.

## Leben
Panciuc ist gebürtiger Ukrainer um kam 1949 im Dorf Sadki in der Nähe von Mogilew-Podolski zur Welt. Er studierte Ingenieurwissenschaften am Automobiltechnik-Institut in Kiew. Nach seinem Abschluss kam er 1978 in die Moldauische SSR, wo er in der Verkehrsverwaltung der Stadt Bălți arbeitete. 
Nach dem Zerfall der Sowjetunion schloss er sich der wiedergegründeten Partei der Kommunisten der Republik Moldau an. 1999 wurde er stellvertretender Bürgermeister von Bălți. Im Juni 2001 wurde er mit einer überwältigenden Mehrheit von über 74 % der Stimmen zum ersten Bürgermeister der Stadt gewählt und löste damit Victor Morev ab. 
2007 wurde Panciuc mit 69,2 % der Stimmen wiedergewählt. Bei der Parlamentswahl in der Republik Moldau 2010 wurde er als Abgeordneter ins Parlament gewählt und übergab dafür seinen Bürgermeisterposten zum Jahresanfang 2011 an seinen Parteikollegen Octavian Mahu. Bei der Bürgermeisterwahl im selben Jahr trat Mahu für die Kommunisten jedoch überraschend nicht an, stattdessen kandidierte Panciuc erneut als Bürgermeister. Mit 68,2 % wurde Panciuc anschließend in seine dritte Amtszeit gewählt. Seinen Posten als Parlamentsabgeordneter gab er dafür wieder auf.
Er ist verheiratet und hat zwei Kinder.